# János vitéz (daljáték)

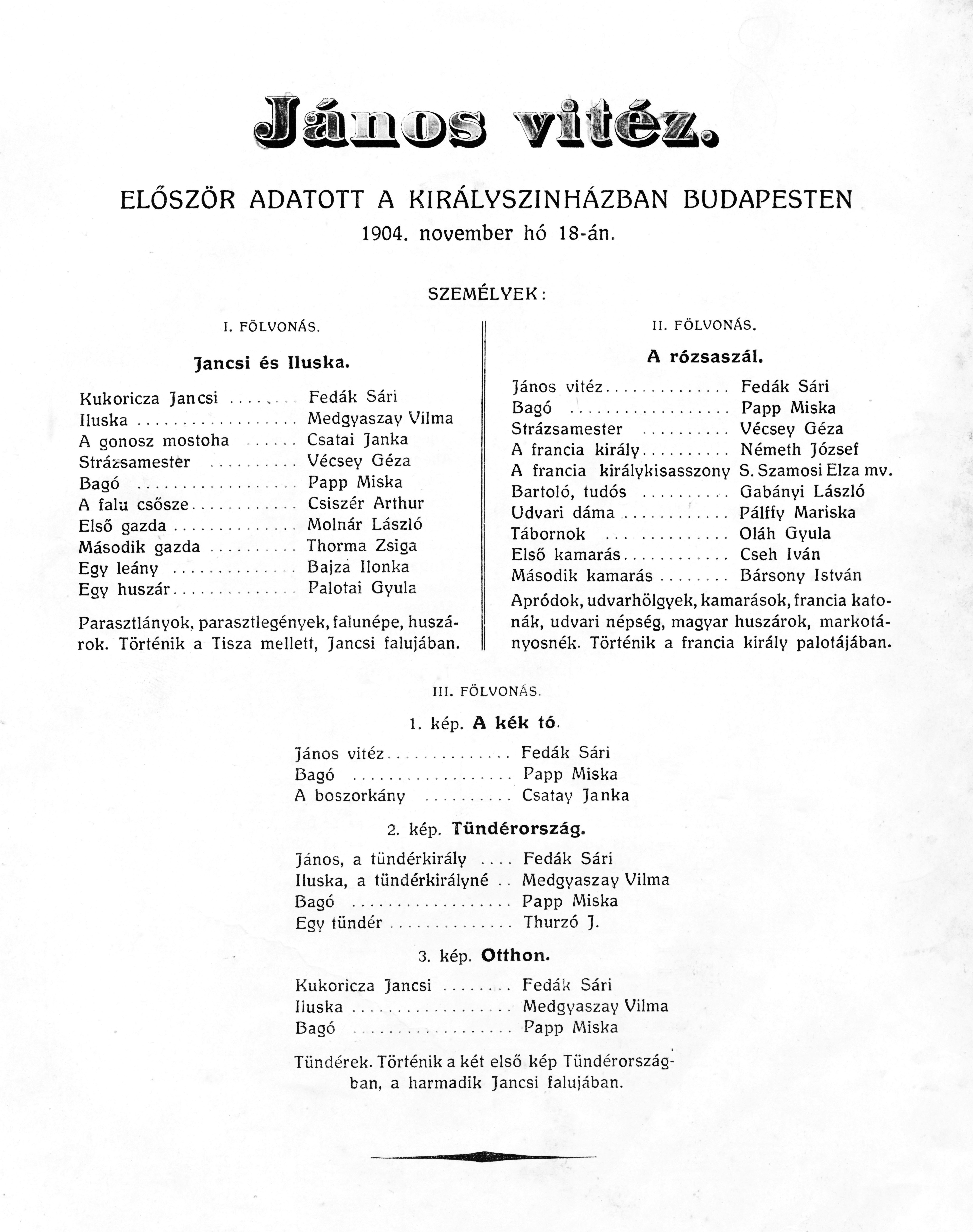
A legelső előadás szereposztása, a Királyszínházban (Budapest, 1904. november 18.)

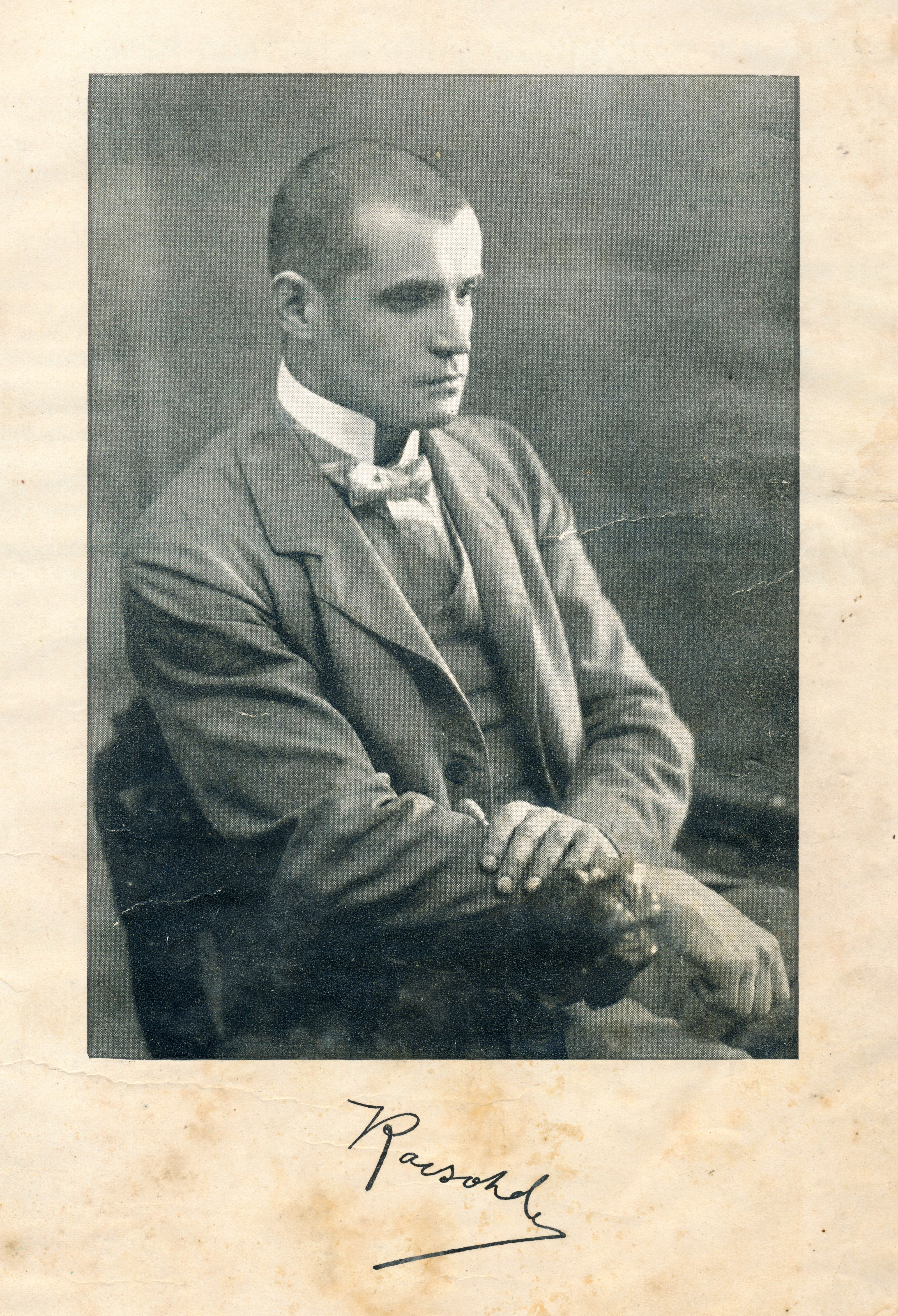
Kacsóh Pongrác fényképe és aláírása az első kiadás albumában (1904)

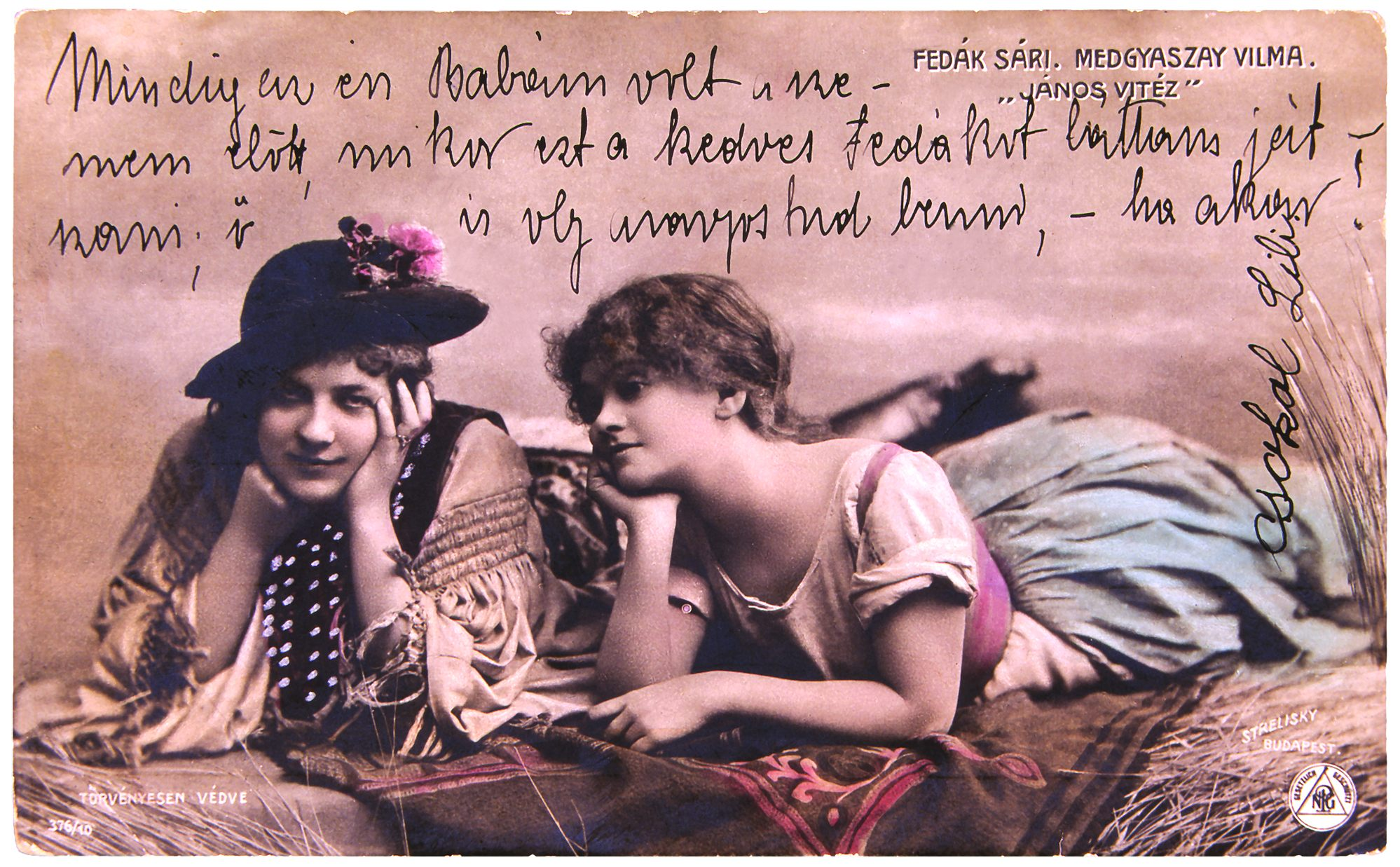
A premier két csillaga: Fedák Sári, Kukoricza Jancsi szerepében, és Medgyaszay Vilma, mint Iluska (1904)

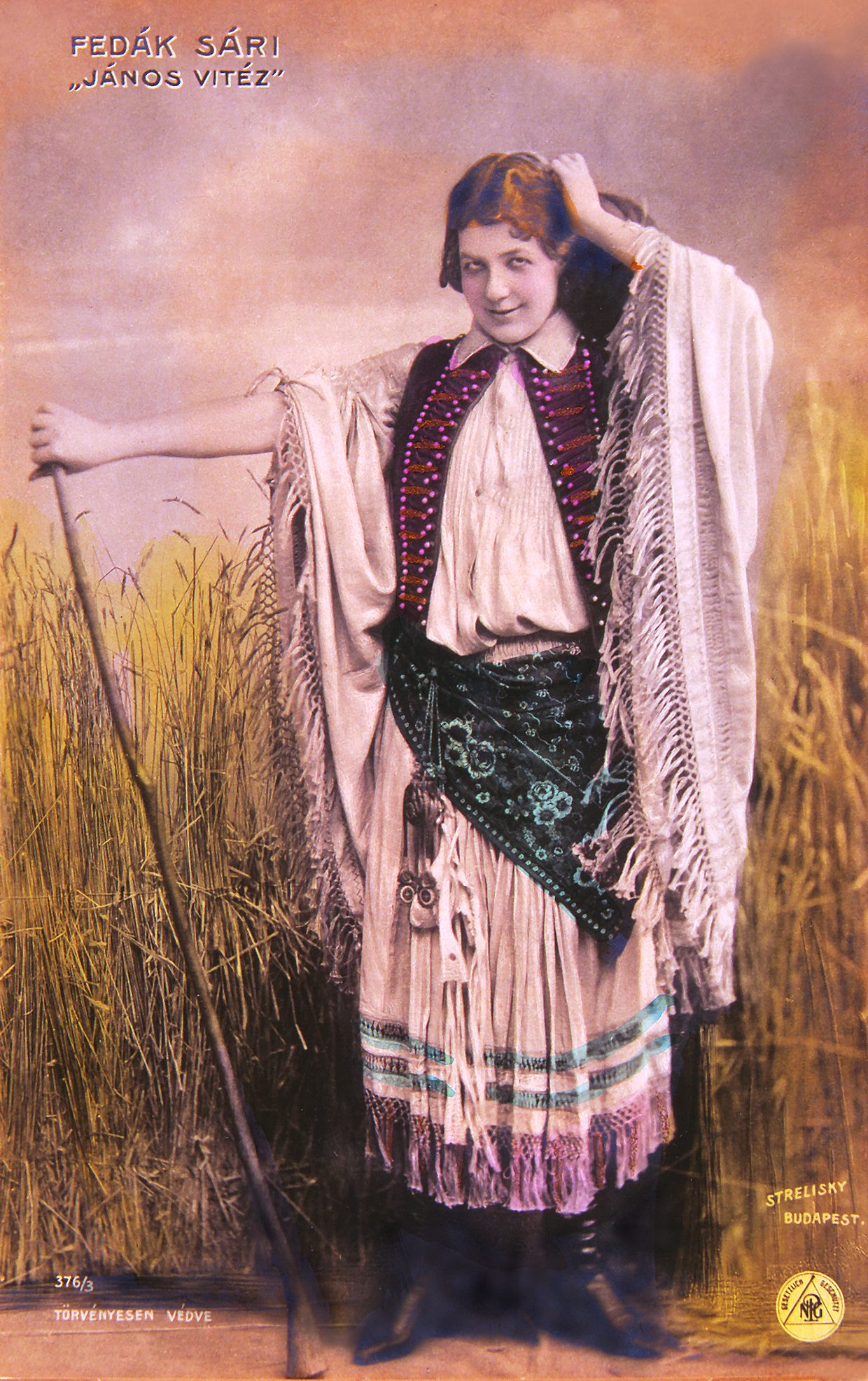
Fedák Sári volt az első (1904) Kukoricza Jancsi a zenés daljáték történetében

A János vitéz Kacsóh Pongrác daljátéka három felvonásban. Szövegét Petőfi Sándor elbeszélő költeménye alapján Bakonyi Károly írta, Heltai Jenő verseinek felhasználásával.

## A darab keletkezése
Bakonyi Károly, a Földművelésügyi Minisztérium fogalmazója 1903-ban határozta el, hogy Petőfi Sándor János vitéz című elbeszélő költeményéből színdarabot ír. A magyar irodalom egyik legismertebb művére azután esett a választása, hogy egy évvel korábban sikereket ért el a Bob herceg című operett megalkotásában való közreműködésével. Az operett verseinek megírására Heltai Jenőt kérte fel, aki eleinte vonakodott a feladatot elvállalni, majd Petőfi költészetéhez méltó dalszövegekkel segítette az operett elkészültét. A szövegek megírásához Petőfi versein túl Kriza János Vadrózsák című népköltészeti gyűjteményét is alapul vették.
Az elkészült szövegkönyvet Beöthy László, az éppen megalakult Király Színház igazgatója nagy örömmel fogadta, és előadásra alkalmasnak találta. Már csak találni kellett valakit, aki a szövegkönyvhöz megírja a hozzá illő sikeres zenét, mely által a darab kerek egészet alkothat. Először Sztojanovits Jenő kapta meg a feladatot, akinek korábban bemutatott Csárdás című balettje osztatlan sikert aratott. Sztojanovits viszont túl lassan dolgozott, és az állandó sürgetések hatására végül visszalépett a megbízástól. Ekkor került képbe Kacsóh Pongrác, aki Csipkerózsa című zenés játékával hívta fel magára a szerzők figyelmét. Kacsóh gyorsan haladt a munkával, az első három dallal pár nap alatt elkészült, de a teljes mű megzenésítése is kevesebb, mint öt hónap alatt kész lett. Egyes dalok és motívumok a Csipkerózsából kerültek át a János vitézbe, de sok, eredetileg is a János vitézhez írt dal született. Az elkészült dalok újabb szövegek írására is ösztönözték Heltait, akinek versei végül teljesen összeforrtak Kacsóh zenéjével. A zenei nehézségeken Hackl Lajos segítségével, tanácsaival jutottak túl. A mű 1904. augusztus 20-án elkészült, és majdani bemutatóját várta.

## Lázas készülődés
Beöthy László a sikeres előadásban gondolkodva Takács Mihályt, az Operaház művészét szerette volna Kukorica Jancsi szerepében látni, míg Iluska és a francia királykisasszony szerepét egyaránt Fedák Sárinak, a kor ünnepelt primadonnájának szánta. Számításait keresztül húzta, hogy Fedák Sári a szövegkönyv elolvasása után inkább a főszerepre, azaz Kukorica Jancsi szerepére vágyott. A színigazgató nem akart ellenkezni rajongott primadonnájával, ezért a szerepet neki adta. A színház ruhatervezője, Csepreghyné Rákosi Ida a népszínmű pásztorruhája helyett egy kivarrott, zöld szűrt, egy gyöngyökkel gazdagon kirakott lajbit, egy rojtos ujjú bő pásztoringet, rámás csizmát és árvalányhajas kalapot álmodott a szerephez. A női főszerepet végül kettéosztották, így Iluska karakterét Medgyaszay Vilma, a francia királykisasszonyt Szamosi Elza formálhatta meg. A gonosz mostoha bőrébe Csatai Janka bújt, Bagót Papp Mihály alakította, a francia király szerepét pedig Németh József játszotta. A darab rendezője Bokor József lett, a zenekart Konti József vezényelte.
A próbák során Konti vértelennek és lassúnak találta a tempókat, a zenekari hangzást pedig fakónak és üresnek érezte. Ezért még a bemutató előtt felkérte Vincze Zsigmondot, hogy készítsen új hangszerelést a műhöz. A színpadi adaptációban Bakonyi meglehetősen egyszerű vonalvezetésű cselekményt bonyolított, és kihagyta az eredeti mű legizgalmasabb és legbájosabb részeit, a kalandokat. Az első felvonás még a népszínműre emlékeztet. A falu két árvájának szerelmét, a nyáj szétszéledését és Jancsi menekülését az ismert módon mutatja be. A második felvonás már inkább a bécsi és francia operettek világát mintázza, a kalandokról említést sem tesz, csak a francia király megmentésére koncentrál. A harmadik felvonás az archaikus tündéries játékra épül, és szinte semmi nem történik benne. Ráadásul a mű is másként végződik, mint eredetileg: a tündérkirállyá koronázott Jancsi, és az ő Tündérországban meglelt Iluskája honvágyuk miatt visszatérnek a szülőfaluba.

## A premier
A bemutatót 1904. november 18-án tartották. A premierhangulat izgalmát csak fokozta, hogy éppen az előadással egy időben zajlott le a Magyar Országgyűlésben a Perczel-féle zsebkendőszavazás, melyet a szünetben Zichy Jenő gróf mesélt a színházban.
A darab elsöprő sikere még az alkotókat is meglepte. A színpad hol felpezsdült, hol megnyugtató vidámságot árasztott. A közönség derült, nevetett, majd Bagó meghatóan szép dala alatt már a sírás is felcsuklott innen-onnan. A dal befejeztével újrázást követeltek, de az ismétlés egy kicsit váratott magára, mert a Bagót alakító Papp Mihálynak is könnyek peregtek az arcán, a karmester Konti József is a zsebkendője után kutakodott, de még a zeneszerző Kacsóh Pongrác szeme is könnyes lett. Fedák Sári úgy emlékezett vissza a darab bemutatójára, mint addigi legnagyobb sikerére, melyben a közönségnek is hatalmas szerepe volt.

## Cselekmény

### Első felvonás
A faluba érkezett huszárok parancsot kapnak az indulásra. A francia király segítségére kell sietniük, aki éppen a törökkel hadakozik. A leányok a falu szélén búcsúzkodnak az éppen hadba induló legényektől. Behozzák a háromszínű lobogót, hogy a falu legszebb leánya felpántlikázhassa azt. A piros szalagot Iluska köti fel a zászlóra. Megjelenik a színen Bagó, aki reménytelenül szerelmes Iluskába. Bagó bánatában túl sokat ivott, ezért a strázsamester elkergeti. A huszárok elbúcsúznak és útnak indulnak. A szakasz távozása után ostorpattogtatások közepette megérkezik Kukorica Jancsi, a juhászbojtár. Furulyáján játszva kicsalogatja szép Iluskáját a ház elé. A kis árva lánynak egyetlen öröme és boldogsága a derék Kukorica Jancsi, akibe szerelmes. Az idillnek azonban hamar vége lesz, hisz Iluska gonosz mostohája ki nem állhatja Jancsit. A mostoha pénzért felbéreli a falu csőszét, hogy a nyájat hajtsa a tilosba, majd lármázza fel az egész falut. A gazdák Jancsinak rontanak, neki pedig el kell menekülnie a nép dühe és a várható büntetés elől. Búcsút vesz szerelmetes Iluskájától, elmegy világot látni, beáll a huszárok közé. Iluskának megígéri, hogy bármi történjék, soha nem felejti el őt és száz halálból is visszajön érte.

### Második felvonás
Bartolo, a francia király tudósa távcsővel figyeli a török elleni csatát, és megállapítja, hogy a franciák vereségét nem lehet elkerülni. Bejelentése nyomán a királyi udvarban nagy a szomorúság. Veszendőben a korona és az ország. Ekkor megérkeznek a huszárok, élükön Kukorica Jancsival, aki sok hőstettéért már elnyerte a János vitéz nevet. Jancsi a szépséges francia királylány kérésére, a király meglepetésére kijelenti, hogy leszámol a törökkel, megmenti az országot és a koronát. Harcba indulnak, elkergetik a törököket, és a huszárok diadallal térnek vissza. A király hálája jeléül felajánlja Jancsinak a fele királyságot és szépséges leánya kezét is. János vitéz - sokakat meglepve ezzel - nem fogadja el a királylány kezét, mivel Iluskájára gondol, szülőfalujában hagyott szerelmére. Hozzá vágyik a szíve, nála járnak a gondolatai. Eközben furulyaszó hallatszik, és színre lép egy szomorú huszár. Bagó az, a falu trombitása. Szomorú és dermesztő hírt hoz Jancsi falujából. Iluska nincs többé, halálra kínozta gonosz mostohája. Emlékül egy szál rózsát hozott Jancsinak Iluska sírjáról. Jancsi megtört szívvel, kezében a szál rózsával és a francia királytól kapott kinccsel, búcsút vesz az udvarától és világgá indul. Vele tart Bagó is, hogy a halálban felkeressék Iluskát, közös szerelmüket.

### Harmadik felvonás
Jancsi és Bagó vándorútjuk során elérkeznek az Élet tavához. Egy rút boszorkány, aki nem más, mint a gonosz mostoha, megpróbálja elcsalni őket a tó mellől, de Jancsi a tündérek énekéből rájön, hogy itt meglelheti elveszett szerelmét, Iluskát, ezért nem hagyja magát. Az Iluska sírjáról elhozott rózsát bedobja az Élet tavába. A tóból virágok, rózsák nőnek ki, és szemük elé tűnik a tündérek országa, ahol a tündérkirálynő nem más, mint Iluska. A szerelmesek boldog öleléssel találnak egymásra. Iluska meggyőzi Jancsit, hogy maradjon Tündérországban, legyen a tündérek fejedelme. De figyelmezteti, hogy ha elfogadja az ajánlatot, soha többé nem hagyhatja el Tündérországot. Jancsi beleegyezik, hogy szerelmével marad, de mikor a haza induló Bagó az ismert szomorú dallamot játssza furulyáján, nem bírja ki, és utána rohan. Haza vágyik, szép Magyarországba. Futtában még visszakiált Iluskának, hogy ha szereti, ő is velük tart. A tündérek hiába is kérlelik, Iluska sem marad. Lefoszlik róla a tündérruha, és egyszerű parasztruhájában Jancsija után siet. A szerelmesek együtt, kéz a kézben érkeznek haza falujukba, és a faluvégen boldogan lépik át Iluska jól ismert kis házának ajtaját. Bagó felakasztja a kerítésre a francia királytól kapott kincseket, és elvesztett boldogságát siratva leheveredik a patak partjára. Leteríti subáját, s bánatosan fújja furulyáját.

## A fogadtatás
A bemutatóról elismerően írtak a korabeli kritikák is. Egyenesen a magyar operett megszületéséről beszéltek, míg Kacsóh Pongrácot a műfaj megteremtőjeként ünnepelték. Az újságírók kiemelték Bakonyi Károly érdemeit, amiért hű maradt az eredeti mű szelleméhez, és az elbeszélés gazdag cselekménysorából egy pergően érdekes színdarabot írt. Kacsóh Pongrác zenéjét korszakos jelentőségű és értékes muzsikának titulálták. Az eredetileg az operett műfajába sorolt művet már a kezdetekkor is többen dalosjátéknak, illetve vígoperának nevezték. Egyfajta sajátos magyar stílus létrejöttéről is szóltak az írások.
A bemutatót követően megszakítás nélkül 165 alkalommal játszották a darabot táblás ház („minden jegy elkelt” táblával) előtt a Király Színházban, összesen pedig 689 alkalommal került itt színre. A premiert követő néhány hónap alatt huszonkilenc vidéki színház vette meg az előadás jogát, a vidéki primadonnáknak még János vitéz-versenyt is tartottak. A siker példátlan volt.
Emlékezetes előadás volt a Hevesi Sándor által 1927 szilveszterén rendezett jótékonysági est, melyre Kukorica Jancsi szerepébe meghívták Fedák Sárit, Bartolót pedig az akkor nyolcvanhét éves Kassai Vidor alakította. Az előadás előtt tiltakozások voltak, hogy a Nemzeti Színházban operettet adjanak elő, de akkora volt a siker, hogy végül harminchat előadást kellett tartani.

## Előadás-történet
Kacsóh Pongrác daljátéka ezidáig megközelítően hatvanöt különböző bemutatót élt meg hazánkban, és számos határon túli bemutatót is számon tart a történelem.
A jelentősebb bemutatók:
- 1904. november 18. - premier a Király Színházban.
- 1927. december 31. - jótékonysági előadás a Népszínház nyugdíjintézete javára a Nemzeti Színházban.
- 1929. február 23. - bemutató a Városi Színházban.
- 1931. december 6. - Operaházi bemutató Horthy Miklós kormányzó névnapja alkalmából.
- 1936. - az első szabadtéri bemutató a Szegedi Szabadtéri Játékokon, az operaházi partitúra alapján.
- 1936. június 12. - a Nemzeti Színház hagyományoktól eltérő előadása a Júniusi hetek rendezvény keretében.
- 1938. augusztus 16. - bemutató a Margitszigeti Szabadtéri Színpadon, a Nemzeti Színház előadásának hangulatában, más szereplőkkel.
- 1945. június 6. - új betanulással az Operaház színpadán, a menekült székelyek megsegítésére.
- 1949. december 26. - Az Operaház bemutatója a Városi Színházban, a kommunista párt kultúrpolitikájának hatására.
- 1950. - az Operaház előadását nyaranta a Margitszigeti Szabadtéri Színpadon is bemutatták.
- 1968. február 22. - bemutató az Erkel Színházban, A túlpolitizált szövegkönyv felújításával.
- 1978. augusztus 16. - szegedi bemutató, újra operettszínészek közreműködésével.
- 1979. november 17. - a szegedi produkció az Operettszínházba költözött.
- 1982. október 22. - kaposvári bemutató, Ascher Tamás értelmezésében.
- 1987. február 24. - új bemutató az Erkel Színházban. Kerényi Imre és Dénes István visszatért az eredeti műhöz, némi újra hangszereléssel.
- 1988. Pécsi Nemzeti Színház - díszlet: Szlávik István, rendező: Éry-Kovács András
- 1992. - az Arany János Színház első prózai színházként mutatja be a darabot, majd több színház is követi.
- 2000. december 1., Bozsik Yvette Társulat
- 2001. július 6., Gárdonyi Géza Színház, Eger
- 2002. augusztus 8., Vörösmarty Színház. Székesfehérvár
- 2004. március 13., Pesti Színház
- 2005. július 22., Szegedi Szabadtéri Játékok - Dóm tér
- 2005. Gózon Gyula Kamaraszínház
- 2006.Sziget Színház
- 2008. Aranytíz Kft.
- 2009. - a Nemzeti Színház két változatban mutatja be a darabot, Alföldi Róbert rendezésében. Külön a gyerekek, és külön a felnőttek számára.
- 2010. február 5., Hevesi Sándor Színház, Zalaegerszeg
- 2010. április 10.,  Kalocsai Színház
- 2010. október 15., Szigligeti Színház , Szolnok
- 2011. november 15., Jászai Mari Színház, Népház
- 2012. szeptember 21., Pécsi Nemzeti Színház
- 2012. szeptember 21., Csokonai Nemzeti Színház, Debrecen
- 2013. március 9.,  Győri Nemzeti Színház
- 2013. április 5. - a Magyar Állami Operaház új bemutatója az Erkel Színházban.
- 2013. április 27. - a komáromi Magyar Lovas Színház különleges előadása lovakkal, hintókkal, huszárokkal.
- 2015. október 8., Budaörsi Latinovits Színház
- 2016. június 25.,   Patkó Lovas Színház
- 2016. október 7.,   Kecskeméti Katona József Színház
- 2017. Szegedi Nemzeti Színház (gyermekelőadás)

Határon túli bemutatók:
- 1953. - a Kolozsvári Állami Magyar Opera bemutatója. További bemutatók: 1967, 1994, 2003.
- 1966. - torontói Művész Színház. További bemutató: 1973.
- 1990. - Torontói Magyar Színház
- 2002. - Vajdasági Tanyaszínház
- 2002. - Komáromi Jókai Színház
- 2003. - Csíki Játékszín
- 2004. - New York-i Magyar Színház
- 2010. Kolozsvári Magyar Operaindarab/szinhaz/janos-vitez/directing-27220

## Feldolgozások
- János vitéz (film, 1938) rendező: Gaál Béla szereplők: Palló Imre (Kukorica Jancsi), Dajka Margit (Iluska), Kiss Ferenc (Bagó), Peéry Piri (mostoha)

## Diszkográfia
- Gobbi Hilda (A gonosz mostoha), Zentai Anna (Iluska), Ilosfalvy Róbert (Kukorica Jancsi), Melis György (Bagó), Gyurkovics Mária (A francia királyleány), Bilicsi Tivadar (A francia király) stb.; Magyar Rádió és Televízió Énekkara, Magyar Állami Operaház Zenekara, vezényel: Lukács Ervin (1961) Hungaroton CLD 4011–12 és HCD 16 869–70